# Louise Fréchette
Louise Fréchette (ur. 16 lipca 1946 w Montrealu) – kanadyjska dyplomatka i polityczka.
W latach 1985–1988 ambasador Kanady w Argentynie, w latach 1992–1995 Stały Przedstawiciel Kanady przy Organizacji Narodów Zjednoczonych, w latach 1995–1998 wiceminister obrony narodowej Kanady, w latach 1998–2006 zastępca sekretarza generalnego Organizacji Narodów Zjednoczonych.

## Życiorys
Studiowała historię na Uniwersytecie Montrealskim, ukończyła studia podyplomowe z ekonomii na Kolegium Europejskim w Brugii. 
W 1971 została zatrudniona w kanadyjskim Ministerstwie Spraw Zagranicznych, do 1975 pełniła funkcję II sekretarza Ambasady Kanady w Atenach. W latach 1975–1977 pracowała w Wydziale Spraw Europejskich MSZ, a od 1978 do 1982 była pierwszym sekretarzem Stałego Przedstawicielstwa Kanady przy Organizacji Narodów Zjednoczonych. W 1982 została zastępcą dyrektora Wydziału Polityki Handlowej, a po roku dyrektorem Wydziału Szczytów Europejskich MSZ. 
W 1985 mianowana ambasadorem Kanady w Argentynie z akredytacją w Urugwaju i Paragwaju. W 1988 wróciła do pracy w Ojczyźnie, obejmując funkcję asystentki wiceministra spraw zagranicznych ds. Ameryki Łacińskiej i Karaibów, a w 1991 została asystentką wiceministra ds. polityki gospodarczej i konkurencyjności handlu. W latach 1992–1995 sprawowała urząd Stałego Przedstawiciela Kanady przy ONZ. W 1995 mianowana asystentką wiceministra finansów, a w latach 1995-1998 piastowała funkcję wiceministra obrony narodowej w rządzie Jeana Chrétiena.
Po ustanowieniu urzędu zastępcy sekretarza generalnego Organizacji Narodów Zjednoczonych w 1997 została pierwszą osobą na tym stanowisku. Obowiązki objęła 2 marca 1998 i pełniła je do 31 marca 2006.

## Wyróżnienia
Otrzymała tytuł honorowy doktora honoris causa Saint Mary's University w Halifax, Uniwersytetu Kyung Hee w Seulu, Uniwersytetu Ottawskiego, Uniwersytetu w Toronto i Uniwersytetu Lavala w Quebecku. W 1998 odznaczona Orderem Kanady II klasy.

## Życie prywatne
Biegle posługuje się językiem francuskim, angielskim i hiszpańskim. Nie założyła rodziny.